# Museo diocesano di Jaca
Il Museo diocesano di Jaca (in spagnolo Museo Diocesano de Jaca e in aragonese Museu Diocesano de Chaca) è un museo aragonese situato nel comune di Jaca, nella comarca della Jacetania. Costituisce, insieme al Museo Diocesano di Lérida e al Museo nazionale d'arte della Catalogna, uno dei tre spazi museali dedicati all'arte romanica in Spagna. Nel concetto di pittura murale medievale non esiste parallelo in tutta la Spagna.

## Descrizione
Situato nelle antiche sale del chiostro della Cattedrale di Jaca, questo museo è stato inaugurato nel 1970 come museo di arte sacra medievale, in seguito alla scoperta, nel decennio precedente, di diversi complessi di pitture murali romaniche e gotiche. Il suo promotore fu Padre Jesús Auricinea. Successivamente, all'inizio del 2010, il museo è stato inaugurato dopo un ampio rinnovamento, ampliamento e ammodernamento. Dopo questa importante ristrutturazione, lo spazio espositivo offre più di 2.000 metri quadrati di arte medievale nella sua più alta espressione, mettendo in risalto la sua collezione di dipinti murali originali in stile romanico e gotico recuperati da varie chiese della diocesi di Jaca. Senza dubbio, questo insieme di affreschi rende questo museo uno dei musei di pittura medievale più importanti al mondo.
Ma c'è anche un interessante insieme di capitelli, sculture di madonne e cristi e ringhiere in stile romanico. Negli anni '60 nella diocesi di Jaca furono rinvenuti diversi complessi di pitture murali appartenenti al Medioevo. Le chiese del Medioevo, quasi per definizione, non erano considerate finite finché le loro pareti interne, le absidi e le volte non furono ricoperte di dipinti. Si trattava piuttosto di offrire alle persone che non sapevano leggere l'intera storia della Salvezza attraverso le immagini.
Forse la stanza più preziosa è la Sala Bagüés. I dipinti qui esposti furono prelevati dalla chiesa dei Santi Giuliano e Basilissa a Bagüés dalla famiglia Gudiol nell'estate del 1966 per essere trasferiti su tela e sostituiti, nei loro laboratori di Barcellona, sui pannelli dove sono esposti oggi. Per la loro presentazione al Museo di Jaca è stata realizzata una stanza che riproduce esattamente le stesse dimensioni della chiesa da cui sono state prelevate. Rappresentano il più grande insieme di pitture murali in stile romanico conservato in Spagna.
Importante è anche il gruppo recuperato dai dipinti romanici della chiesa di Nostra Signora dell'Assunzione a Navasa. Allo stesso modo vanno ricordati i complessi gotici appartenenti alle località di Concilio e Osia, Urriés e Orús, Susín, Sorripas, Huértalo, Ceresola e Sieso de Jaca, Ipas, Escó e Bergosa, tra gli altri. All'abside di San Giovanni Battista di Ruesta appartiene la testa del Cristo Pantocratore, uno dei suoi segni identitari più carismatici.

### Accesso

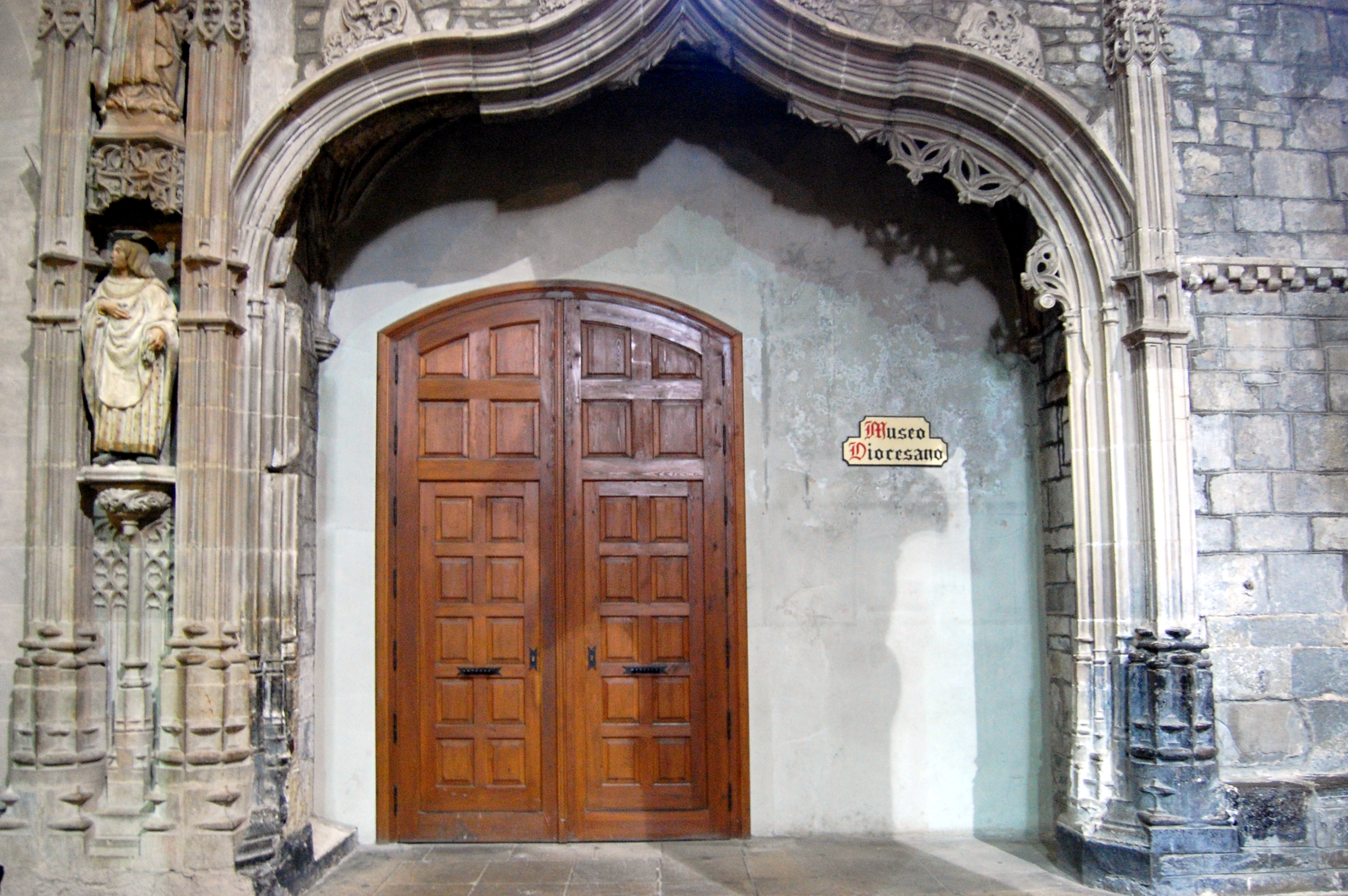
Accesso al Museo Diocesano di Jaca all'interno della Cattedrale di Jaca.

Attualmente l'accesso al museo avviene attraverso una porta aperta nella cappella di Santa Croce, nella navata del Vangelo della Cattedrale. La sua collezione permanente si sviluppa su due piani.

### Piano terra

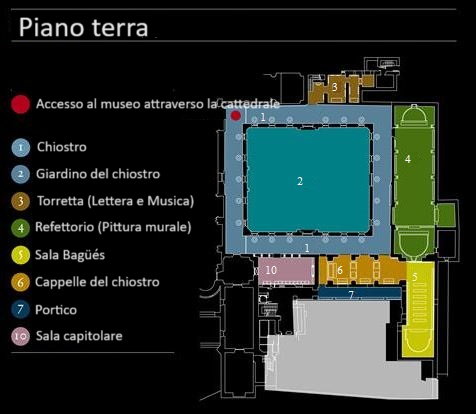
Piano terra del Museo diocesano di Jaca.

#### Chiostro

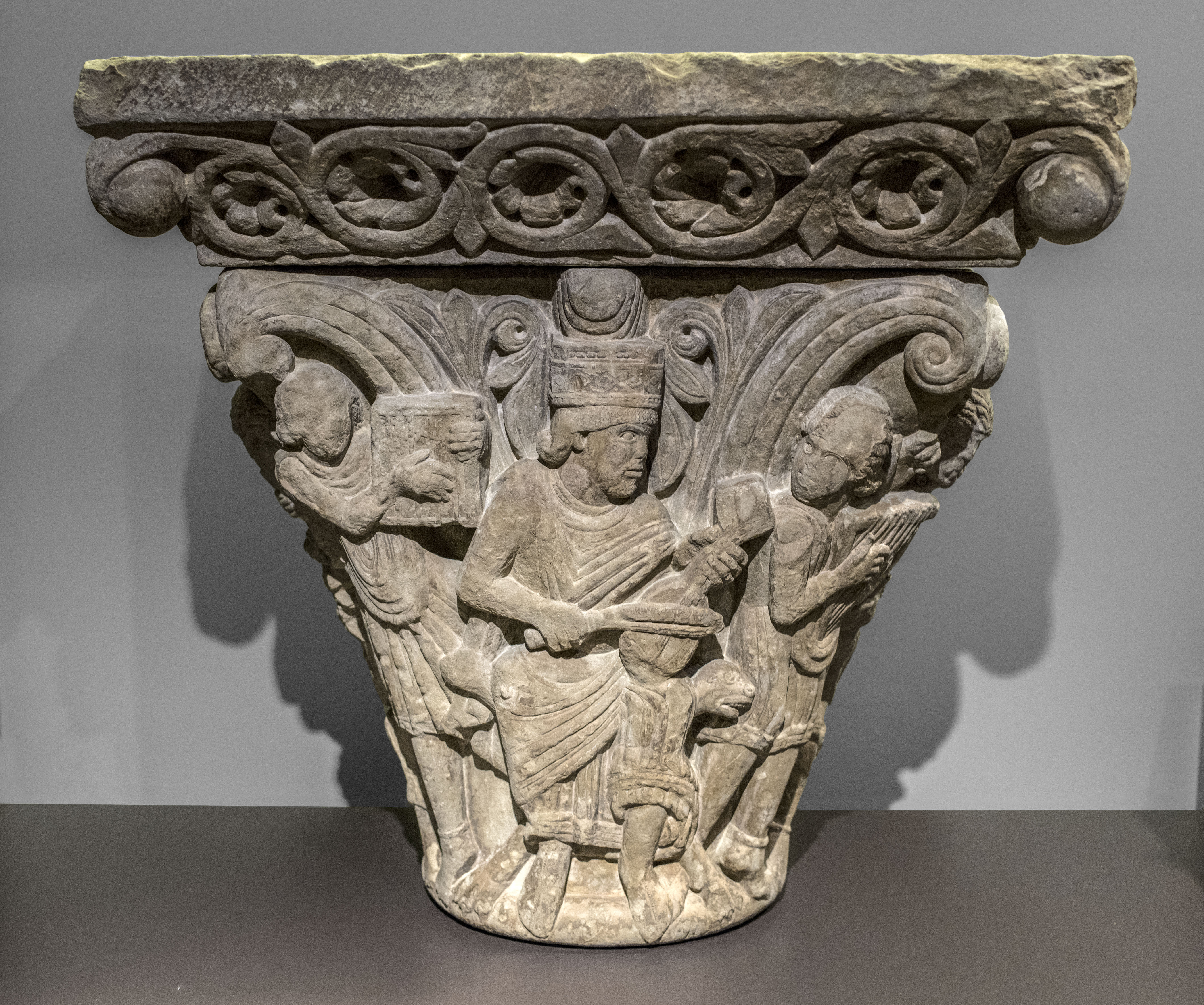
Capitello del secolo XI o XII che rappresenta il re David e undici musicisti.

Sebbene in origine avesse la struttura tipica dei chiostri romanici del primo terzo del secolo XII, il suo stato di rudere ne fece ristrutturare nel secolo XVII ed ha acquisito l'aspetto attuale. Nei suoi corridoi si può trovare un visore che permette di vedere una ricostruzione del suo aspetto originale, così come una collezione di capitelli romanici - tra cui quelli del satiro e quello di re Davide e i musici-, le iscrizioni funerarie e l'antica cripta.

#### Giardino

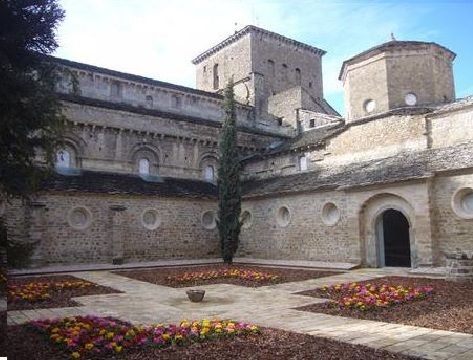
Giardino centrale del chiostro.

Le camere del chiostro sono disposte intorno al giardino centrale. Le piante ivi coltivate cercano di emulare la vegetazione presente durante il Medioevo, dedicando ciascuno dei quattro parterre alle plante aromatiche, medicinali, culinarie e ornamentali.

#### Torretta

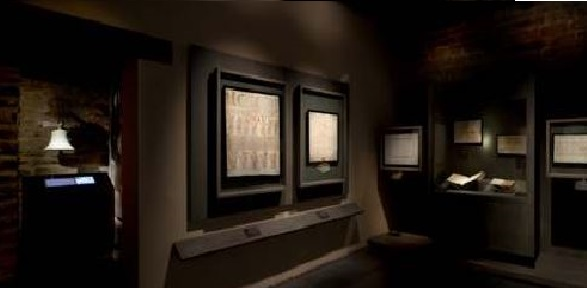
Sala della Torretta del Museo Diocesano di Jaca.

Ex sede del tribunale ecclesiastico e della prigione, le sue prime due stanze espongono i gioielli della Sant'Eurosia. L'ultima di esse, chiamata "Lettera e Musica", è occupata da documenti, codici, strumenti musicali e campane, insieme ad uno schermo interattivo che permette di conoscere meglio le tradizioni di cui questi elementi fanno parte.

#### Refettorio

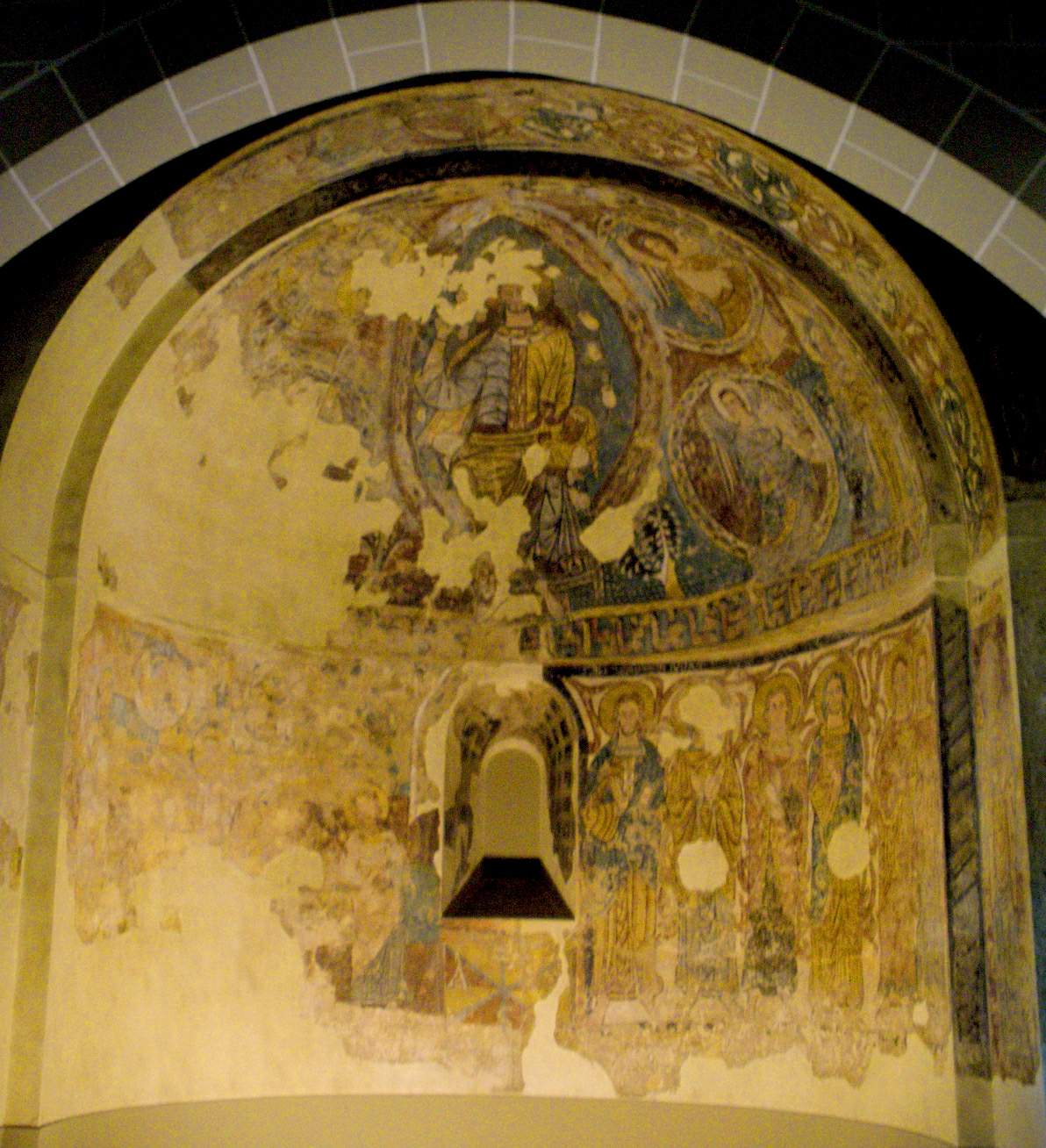
Dipinti murali dell'Eremo di San Giovanni Battista di Ruesta.
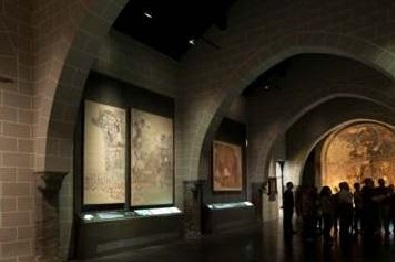
Refettorio del Museo Diocesano di Jaca.

All'interno è conservata una raccolta di dipinti murali datati tra il secolo XII e il secolo XVI. Provengono tutti dalla chiese della diocesi di Jaca e sono stati spostati nei decenni 1960 e 1970, il che rende questo museo in uno dei musei di pittura medievale più importanti al mondo.

#### Sala Bagüés

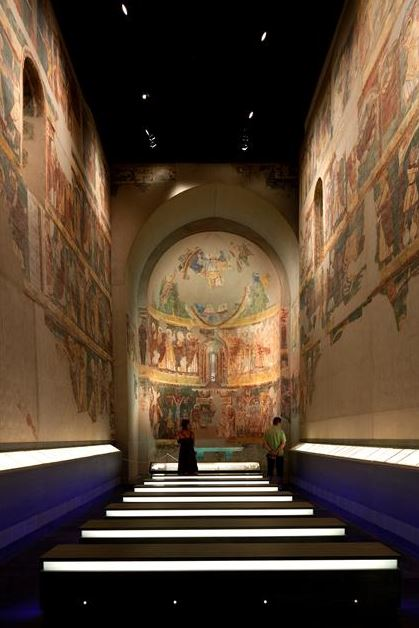
Affreschi romanici della Chiesa dei Santi Giuliano e Basilissa di Bagüés.
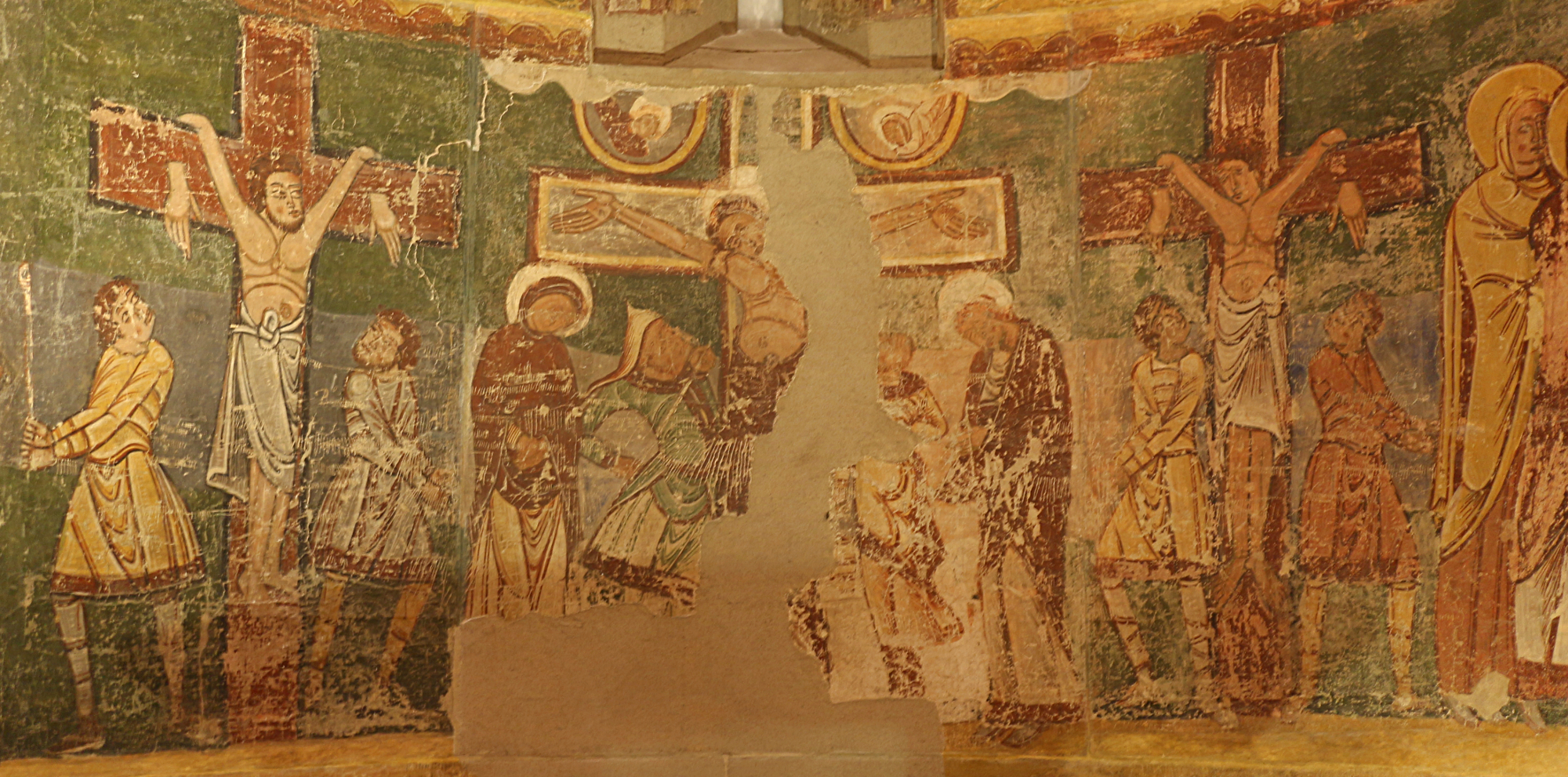
Scena della Crocifissione, pittura murale della chiesa di Bagüés.

È senza dubbio la sala più spettacolare del Museo Diocesano di Jaca, poiché qui si trova esposto il più vasto insieme di affreschi romanici ch'e sopravvissuto fino ad oggi nella Penisola Iberica. I suoi dipinti, provenienti dalla Chiesa dei Santi Giuliano e Basilissa di Bagüés - dell'ultimo terzo del XI secolo - furono ricollocati in una stanza del museo che ha la stessa configurazione del tempio da cui provengono i dipinti. Sulle sue pareti possiamo vedere dipinta una Bibbia quasi completa e immaginare come fossero i templi romanici, pieni di dipinti e di colore.

#### Cappelle del chiostro

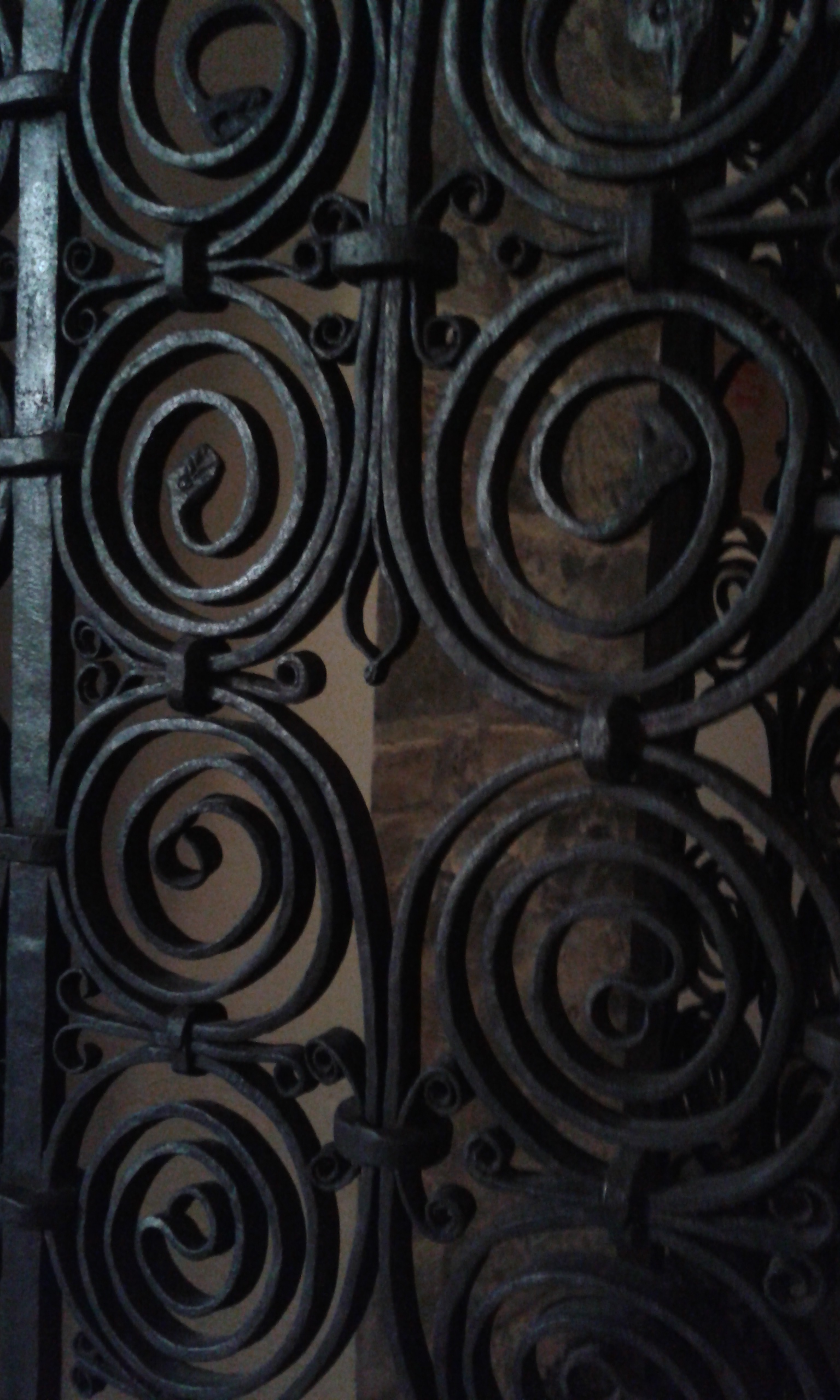
Griglia romanica del Monastero di Santa María de Iguácel.
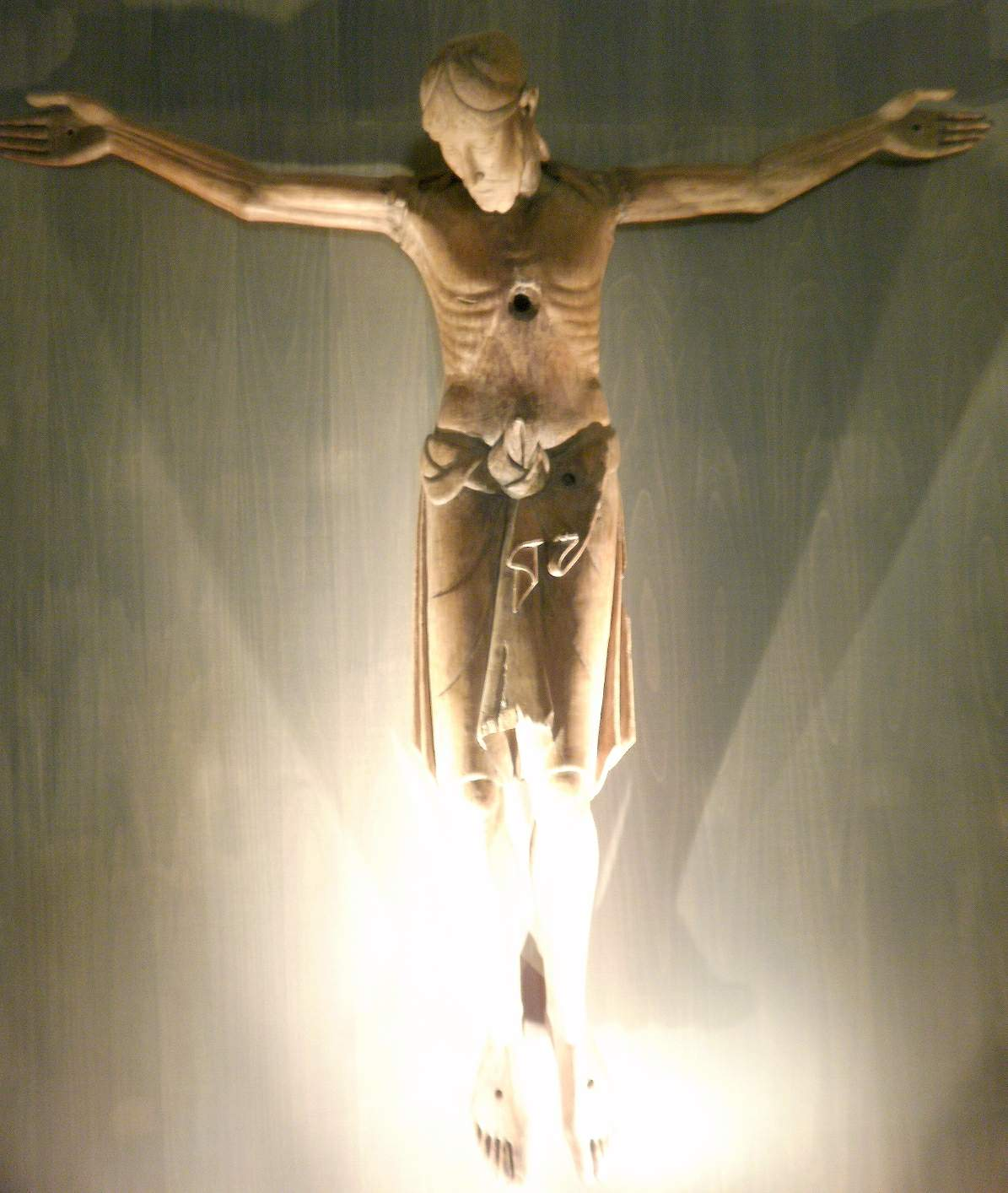
Scultura di Cristo crocifisso.
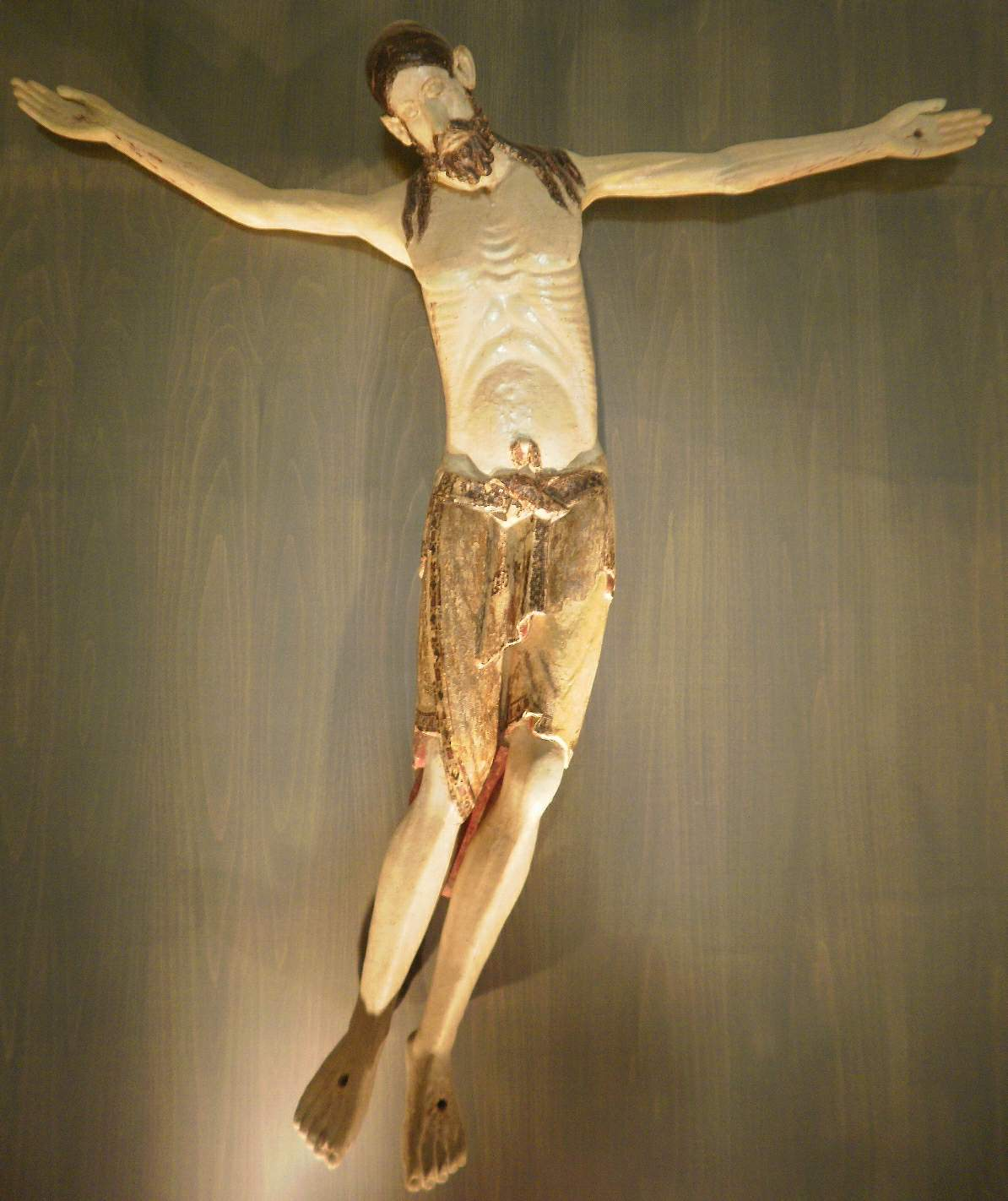
Scultura di Cristo crocifisso.

Queste tre piccole sale sono dedicate alle sculture romaniche che condividono lo spazio con esempi di inferriate medievali, pittura a tempera e persino il sarcofago del conte Sancho Ramírez, figlio bastardo di re Ramiro I d'Aragona e Amugna di Barbenuta e, quindi, fratellastro del suo omonimo, re Sancho Ramírez.

#### PequeMDJ
È uno spazio abilitato affinché i più piccoli e le loro famiglie possano godere del Museo diocesano di Jaca in modo diverso con una luminosa galleria che si collega con l'antico secondo chiostro della Cattedrale, attualmente mancante.

#### Sala capitolare

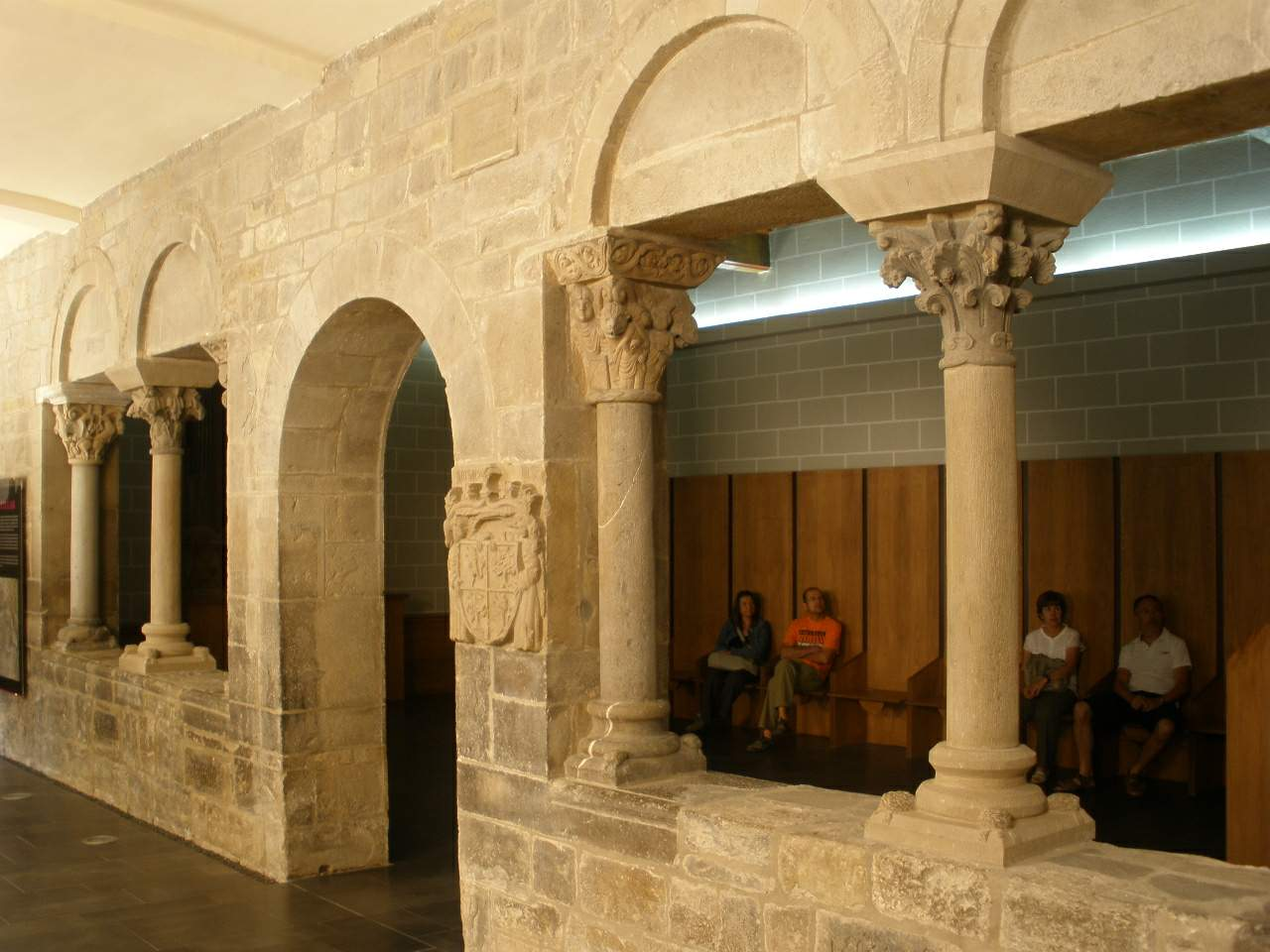
Sala capitolare del Museo diocesano di Jaca.
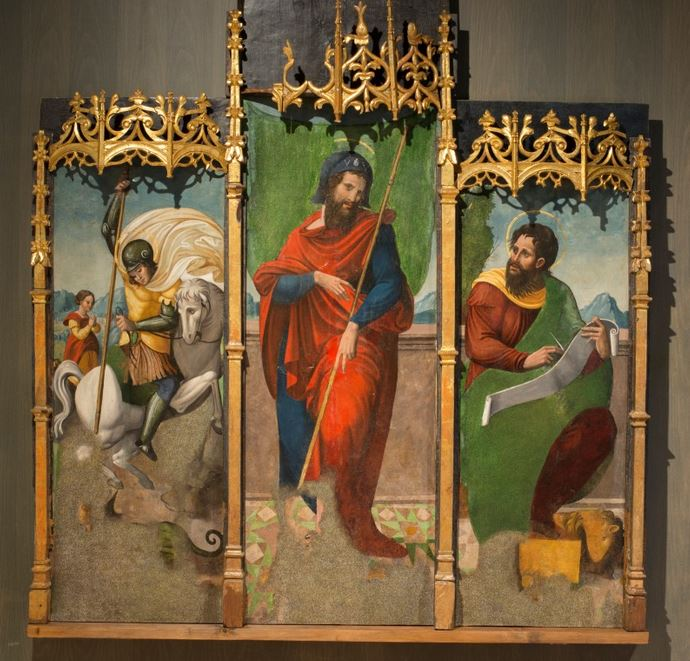
Pala d'altare dell'Eremo di Santiago de Ruesta che raffigura l'apostolo Giacomo al centro, l'evangelista San Marco a destra ed a sinistra San Giorgio.

In quest'area, dove il capitolo si riuniva per prendere le decisioni, sono attualmente visibili gli ultimi pezzi restaurati del museo, oltre agli originali capitelli romanici della sua facciata.

### Primo piano

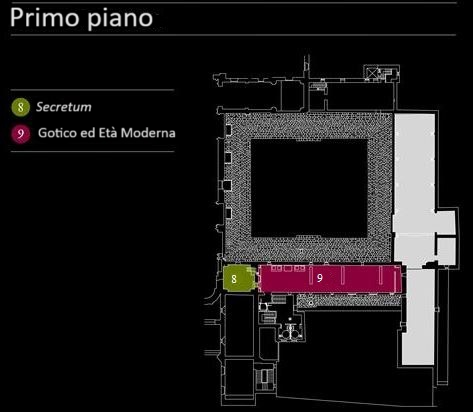
Primo piano del Museo diocesano di Jaca.

#### Secretum

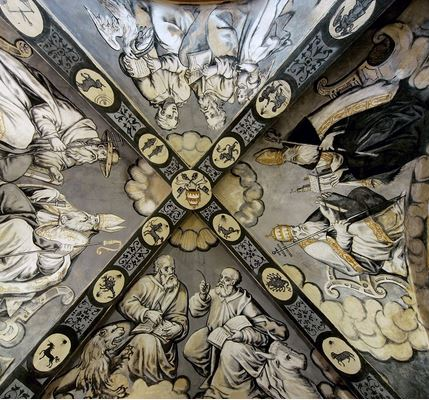
Tetto del Secretum.

Il suo nome significa luogo appartato o nascosto, perché anticamente veniva utilizzato per conservare gioielli, documenti e monete. A ricordare la sua funzione di "tesoro" della cattedrale, al suo interno sono esposti notevoli pezzi di oreficeria.

#### Biblioteca

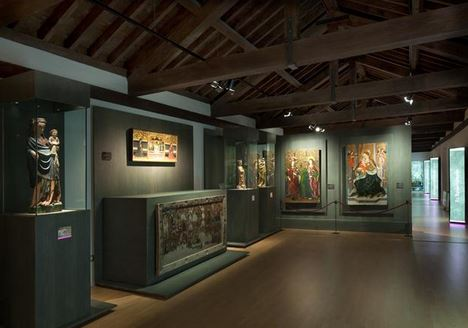
Sala della Biblioteca del Museo diocesano di Jaca.

La collezione moderna del Museo diocesano di Jaca è allestita nello spazio dell'antica cattedrale biblioteca dove sono esposte sculture in legno e dipinti su tavola di stile gotica, rinascimentale e barocco.